# Rhomborhina unicolor
Rhomborrhina unicolor (лат.) — вид пластинчатоусых жуков из подсемейства бронзовок (Cetoniinae). Распространён в Японии и Китае, на острове Тайвань. Длина тела 27,2 мм; ширина — 13,3 мм. Имаго сильно стеклянно-блестящие, ярко-травянисто-зелёные; лапки тёмно-бурые, усики (кроме зеленоватого первого членика) и щупики тёмно-бурого цвета.